# Lobocleta malepicta
Lobocleta malepicta är en fjärilsart som beskrevs av W. Warren 1905. Lobocleta malepicta ingår i släktet Lobocleta och familjen mätare. Inga underarter finns listade i Catalogue of Life.